# Правна доктрина
Правната доктрина е субсидиарен източник на правото в някои страни, в случай че даден казус не може да намери своето решение въз основа на закона или прецедента (в зависимост от правната система). В такъв случай за решаване на казуса се прибягва до принципните положения от правната доктрина, която обикновено е разработка на някои известни учени - юристи, за правилно решение на възникнал безпрецедентен спор. Подобно на религиозната, тъй и правната доктрина по принцип следва традицията и обичая като източник на правото.
Правната доктрина в англосаксонската правна система има същността на дългосрочна насока за решаване на безпрецедентни казуси по сходен начин. При тази система на организация на гражданското право правната доктрина има и политико-правна характеристика. При континенталната правна система, правната доктрина е загубила предходното си правно значение и не служи като източник на правото, освен по изключение като правнотеоретично-отправна точка за решаване на безпрецедентни и сложни казуси. Съдът използва доктрината само като косвен източник (а в този смисъл – не като източник), чрез който опосредства – аргументира, своето решение.